# Lijst van Stolpersteine in Mook en Middelaar

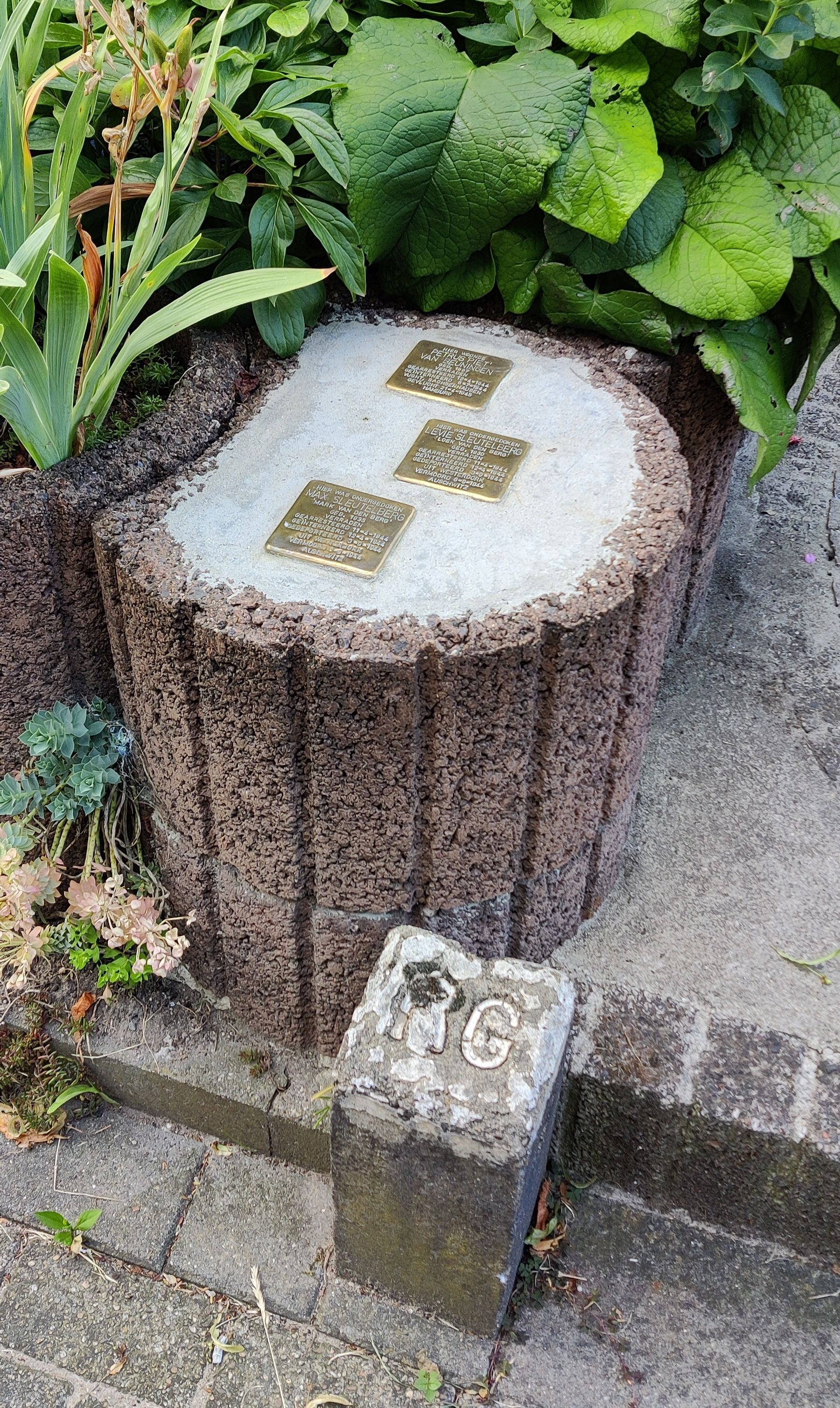
Stolpersteine in Mook voor Piet van Beuningen en broertjes Sleutelberg

De lijst van Stolpersteine in Mook en Middelaar geeft een overzicht van de gedenkstenen die in de gemeente Mook en Middelaar in de Nederlandse provincie Limburg zijn geplaatst in het kader van het Stolpersteine-project van de Duitse beeldhouwer-kunstenaar Gunter Demnig.
Stolpersteine zijn opgedragen aan slachtoffers van het nationaalsocialisme, al diegenen die zijn vervolgd, gedeporteerd, vermoord, gedwongen te emigreren of tot zelfmoord gedreven door het nazi-regime. Demnig legt voor elk slachtoffer een aparte steen, meestal voor de laatste zelfgekozen woning.
Omdat het Stolpersteine-project doorloopt, kan deze lijst onvolledig zijn.

## Stolpersteine
In de gemeente Mook en Middelaar liggen zeven Stolpersteine.

### Mook
In het dorp Mook liggen zeven Stolpersteine op drie adressen.
| Afbeelding | Inscriptie | Adres                     | Herdachte persoon                        |
| ---------- | --- | ------------------------- | ---------------------------------------- |
|            | HIER WOONDE PETRUS 'PIET' VAN BEUNINGEN GEB. 1887 VERRADEN GEARRESTEERD 12-4-1944 GEÏNTERNEERD 6-7-1944 VUGHT, SACHSENHAUSEN GEVLUCHT 21-4-1945 HAMBURG                                       | Rijksweg 173 Kaart (OSM)  | Petrus van Beuningen (1887-1973)         |
|            | HIER WOONDE HANS JOACHIM JACOBSOHN GEB. 1925 GEARRESTEERD 29-7-1942 GEDEPORTEERD 28-8-1942 UIT DRANCY DWANGARBEID BLECHHAMMER OVERLEDEN 31-5-1945 MIDDEN-EUROPA                               | De Hove 13/15 Kaart (OSM) | Hans Joachim Jacobsohn (1925-1945)       |
|            | HIER WOONDE SELMA MARTHA JACOBSOHN-COHEN GEB. 1900 GEDEPORTEERD 22-1-1943 UIT HET APELDOORNSCHE BOSCH VERMOORD 25-1-1943 AUSCHWITZ                                                            | De Hove 13/15 Kaart (OSM) | Selma Martha Jacobsohn-Cohen (1900-1943) |
|            | HIER WAS ONDERGEDOKEN LEVIE SLEUTELBERG 'LOEK VAN DEN BERG' GEB. 1930 VERRADEN GEARRESTEERD 11-4-1944 GEÏNTERNEERD 12-4-1944 GEDEPORTEERD 3-9-1944 UIT WESTERBORK VERMOORD 6-9-1944 AUSCHWITZ | Rijksweg 173 Kaart (OSM)  | Levie Sleutelberg (1930-1944)            |
|            | HIER WAS ONDERGEDOKEN MAX SLEUTELBERG 'MARK VAN DEN BERG' GEB. 1935 VERRADEN GEARRESTEERD 11-4-1944 GEÏNTERNEERD 12-4-1944 GEDEPORTEERD 3-9-1944 UIT WESTERBORK VERMOORD 6-9-1944 AUSCHWITZ   | Rijksweg 173 Kaart (OSM)  | Max Sleutelberg (1935-1944)              |
|            | HIER WOONDE GUSTAV WITTING GEB. 1871 GEVLUCHT 1936 UIT BERLIJN GEÏNTERNEERD 8-4-1943 VUGHT GEDEPORTEERD 11-5-1943 UIT WESTERBORK VERMOORD 14-5-1943 SOBIBOR                                   | Rijksweg 128 Kaart (OSM)  | Gustav Witting (1871-1943)               |
|            | HIER WOONDE SELMA WITTING GEB. 1877 GEVLUCHT 1936 UIT BERLIJN GEÏNTERNEERD 8-4-1943 VUGHT GEDEPORTEERD 11-5-1943 UIT WESTERBORK VERMOORD 14-5-1943 SOBIBOR                                    | Rijksweg 128 Kaart (OSM)  | Selma Witting (1877-1943)                |

## Data van plaatsingen
- 15 december 2023: Mook, drie Stolpersteine op Rijksweg 173
- 15 november 2024: Mook, vier Stolpersteine op De Hove 13/15, Rijksweg 128